# Louis Vidal
Louis Vidal (Vidal-Navatel, født 6. december 1831 i Nîmes, død 7. maj 1892 i Paris) var en fransk billedhugger.
Vidal måtte på grund af blindhed opgive
sine anatomiske studier, lærte billedhuggerkunst under blandt andre Barye og skabte forbavsende god dyrskulptur (også dygtige portrætbuster ved måling og berøring): Liggende hun-panter (1855, bronze, Museet i Orléans), Løvinde (Museet i Nantes), Døende Hest (Artillerimuseet i Paris), Tyr (1863, Museet i Nîmes), Døende hjort m. v.